# Ruckley
Ruckley – przysiółek w Anglii, w Shropshire, w dystrykcie (unitary authority) Shropshire. W latach 1870–1872 osada liczyła 83 mieszkańców. Część civil parish Ruckley and Langley.